# Ättiksgurka

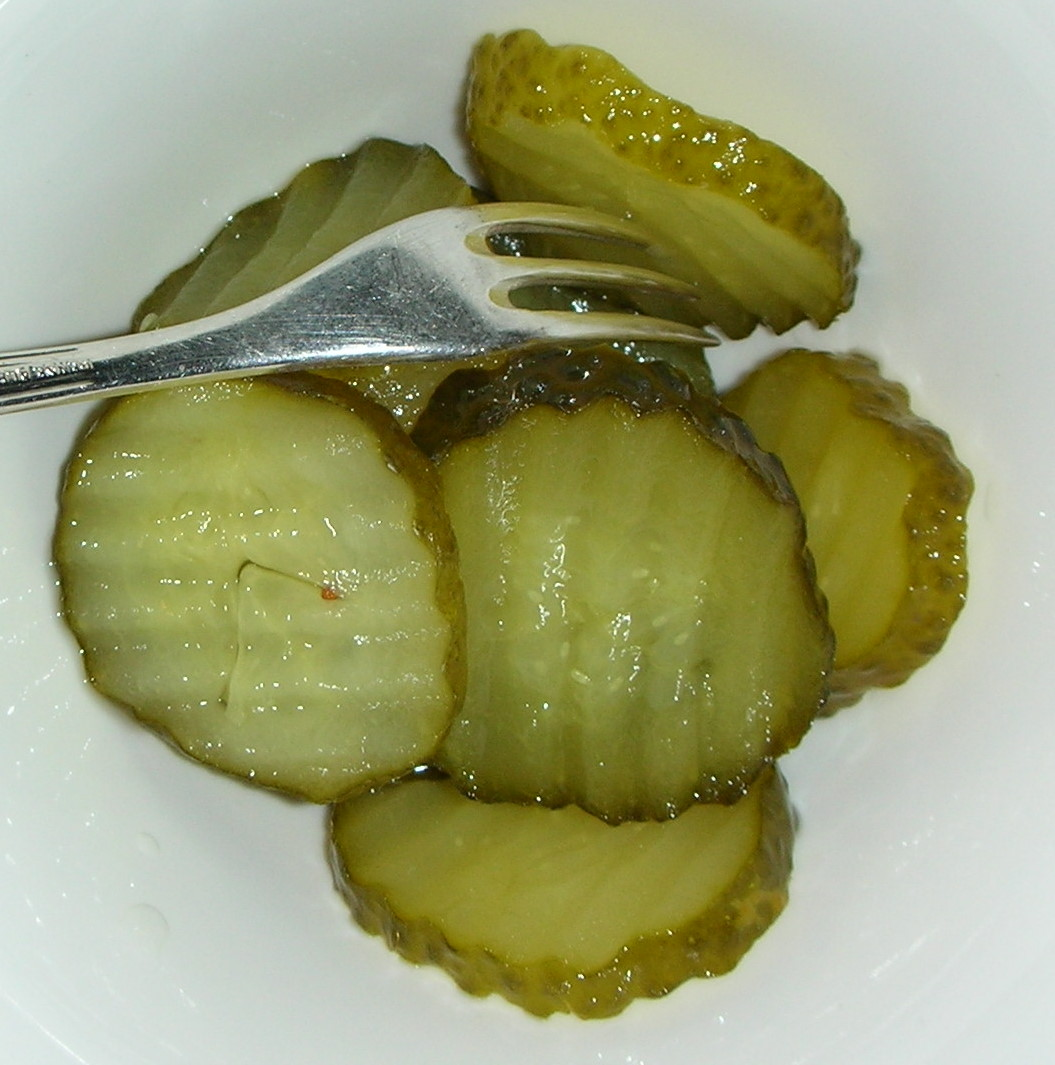
Ättiksgurka

Ättiksgurka eller smörgåsgurka är gurka som är inlagd i en sötsur ättikslag (till skillnad mot saltgurka som är inlagd i saltlag). Ättikslagen kan förutom ättika innehålla: vatten, socker, salt, senapsfrö, dill och andra smaksättare. Ättiksgurka är ett klassiskt smörgåspålägg tillsammans med leverpastej, men serveras även som tillbehör till kött- och fågelrätter. En gurka som ofta används till inläggningar är västeråsgurkan.
Pressgurka är skivad gurka som läggs i press och sedan i en ättikslag.